# Ochodaeus bituberculatus
Ochodaeus bituberculatus là một loài bọ cánh cứng trong họ Ochodaeidae. Loài này được Erichson miêu tả khoa học đầu tiên năm 1847.